# 上卡里里國家公園

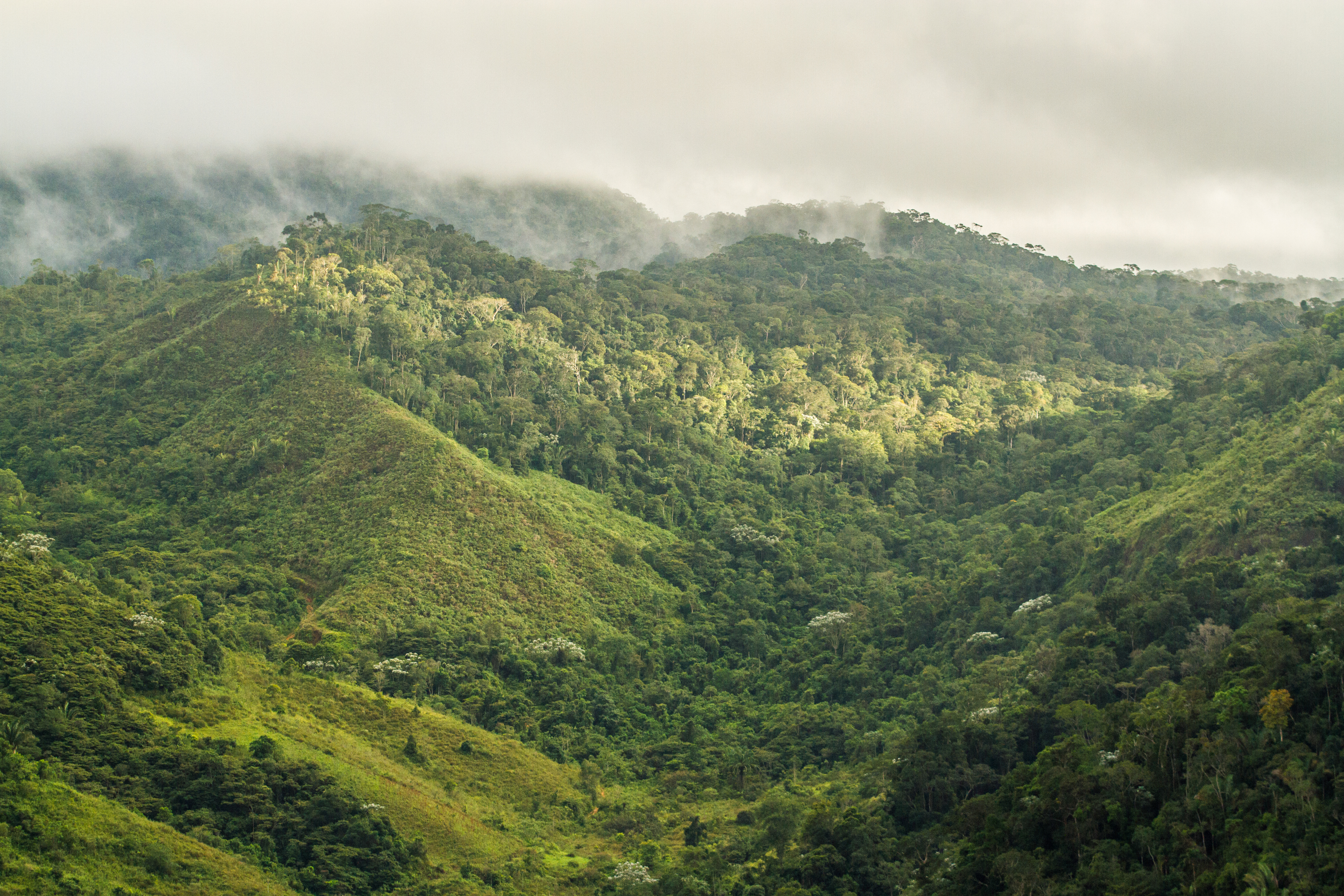

16°21′47″S 39°59′10″W / 16.363°S 39.986°W
上卡里里國家公園（葡萄牙語：Parque Nacional do Alto Cariri），是巴西的國家公園，位於該國東北部巴伊亞州，處於大西洋沿岸森林，成立於2010年6月11日，佔地1.9萬公頃，覆蓋瓜拉廷加。